# Тайтобе
Тайтобе́ (каз. Тайтөбе) — село у складі Косшинської міської адміністрації Акмолинської області Казахстану.
Населення — 333 особи (2021; 832 у 2009, 351 у 1999, 366 у 1989).
Національний склад станом на 1989 рік:
- казахи — 100 %.

У радянські часи село називалось також Майли.